# Eutypa astroidea
Eutypa astroidea är en svampart som först beskrevs av Elias Fries, och fick sitt nu gällande namn av Rappaz 1987. Eutypa astroidea ingår i släktet Eutypa och familjen Diatrypaceae.   Inga underarter finns listade i Catalogue of Life.
I den svenska databasen Dyntaxa används istället namnet Endoxylina astroidea för samma taxon.  Arten är reproducerande i Sverige.